# Fagonia bruguieri
Fagonia bruguieri là một loài thực vật có hoa trong họ Zygophyllaceae. Loài này được DC. miêu tả khoa học đầu tiên năm 1824.